# Vorstendom Anhalt-Köthen (1471-1562)
Het vorstendom Anhalt-Köthen was een land in het Heilige Roomse Rijk. Het vorstendom ontstond in 1471 na de verdeling van het vorstendom Anhalt-Köthen/Dessau door George I. Waldemar VI en George II kregen Anhalt-Köthen, terwijl George I samen met zijn zoons Ernst en Sigismund III het vorstendom Anhalt-Dessau kreeg.
Waldemar VI en George werden in 1508 opgevolgd door Waldemars zoon Wolfgang. Wolfgang was een van de eerste vorsten die zich tijdens de Reformatie tot het lutheranisme bekeerden. Vanaf 1526 voerde hij het lutheranisme geleidelijk in zijn vorstendom in. In 1529 was Wolfgang een van de zes vorsten die tijdens Rijksdag van Spiers tegen het besluit van de Rijksdag protesteerden. De naam protestanten is van deze gebeurtenis afgeleid. Tijdens de Schmalkaldische Oorlog streed Wolfgang aan de zijde van het protestantse Schmalkaldisch Verbond. Na de keizerlijke overwinning bij Mühlberg werd hij in de rijksban gedaan en verloor hij zijn landen aan de keizer. In 1552 kon hij zijn landen weer terugkopen. In 1562 trad hij af ten gunste van zijn verwanten Joachim Ernst en Bernhard VII, die daardoor heel Anhalt konden verenigen.

## Vorsten
- 1471 - 1508: Waldemar VI en George II
- 1508 - 1547: Wolfgang
- 1547 - 1552: Keizerlijke bezetting
- 1552 - 1562: Wolfgang